# Glacier Ninnis
Le glacier Ninnis est un large courant glaciaire crevassé descendant du plateau Antarctique jusqu'à la côte George V. Il fut découvert par l'expédition antarctique australasienne (1911-1914) dirigée par Douglas Mawson, qui le nomma en l'hommage de son Lieutenant Belgrave Edward Sutton Ninnis qui perdit la vie lors d'une mission en traîneau pendant l'expédition le 14 décembre 1912.
L'extension maritime du glacier est formée par la langue glaciaire de Ninnis. Elle a été estimée en 1962 d'une longueur de 50 kilomètres.